# Параполски дол
Парапо̀лският дол (на руски: Парапольский дол) е тясна междупланинска падина в Североизточен Сибир, в северната част на Камчатски край в Русия. Простира се от югозапад на североизток на протежение от 425 km между Пенжинския хребет на северозапад и Корякската планинска земя на югоизток. Преобладаващите височини са от 50 до 200 m. Южната ѝ част е разположена на Камчатския провлак и стръмно се спуска към Пенжинска губа на запад. Отводнява се от реките Белая (Палматкина, ляв приток на Пенжина) на север, Еничаваям и Куюл (дясна и лява съставяща на Таловка) в средата и на юг. Плоското ѝ дъно е силно заблатено и с изобилие от малки езера. По периферията ѝ расте основно тундрова растителност и отделни петна от кедров клек.